# Himantocladium pacificum
Himantocladium pacificum är en bladmossart som beskrevs av Brotherus 1909. Himantocladium pacificum ingår i släktet Himantocladium och familjen Neckeraceae. Inga underarter finns listade i Catalogue of Life.